# Bataille des Champs du Pelennor
Guerre de l'Anneau
Batailles
Guerre de l'Anneau
- Gués de l'Isen (1re)
- Gués de l'Isen (2e)
- Fort-le-Cor
- Isengard
- Champs du Pelennor (15-3)
- Dale (17-3)
- Porte Noire (25-3)
- Lézeau (3-11)

La bataille des Champs du Pelennor est une bataille fictive racontée par l'écrivain britannique J. R. R. Tolkien dans le troisième volume du Seigneur des anneaux : Le Retour du roi.
Cette bataille, la plus importante de la Guerre de l'Anneau en termes d'effectifs engagés, oppose les forces du Gondor et ses alliés aux forces du Seigneur des Ténèbres Sauron. Elle se déroule le 15 mars 3019 du T.A sur les champs du Pelennor, la campagne environnante et le fleuve Anduin.

## Histoire interne

### Siège de Minas Tirith
En 3019 du Tiers Âge, une vaste armée composée d'Orques, d'hommes et d'autres créatures fut envoyée par Sauron vers le pays du Gondor avec pour intention de s'emparer de la Cité Blanche, Minas Tirith, et de provoquer, par là même, la ruine du royaume des Hommes.
Ayant pris la rive orientale, puis occidentale de la ville d'Osgiliath, les Orques construisirent un pont de fortune qui leur permit de faire traverser l'Anduin à leurs armes de siège. Ils commencèrent alors à assiéger le Rammas Echor, muraille construite afin de protéger les champs et les fermes du Pelennor ainsi que la cité de Minas Tirith. Ils commencèrent à détruire le mur avant d'investir le Pelennor, brûlant fermes et champs qui s'élevaient sur leur passage.
Cela fait, ils s'établirent devant les murs blancs de Minas Tirith que leurs armes de siège ne tardèrent pas à pilonner. Ne disposant d'aucune arme comparable, les défenseurs gondoriens ne pouvaient pas riposter car les Orques se tenaient hors de portée de leurs arcs. Bientôt, les Spectres de l'Anneau, les effroyables Nazgûl, planèrent sur la cité, l'emplissant de terreur. Courant de droite à gauche, seuls Gandalf et le prince Imrahil de Dol Amroth tentaient de rallier les combattants pour maintenir la résistance de la capitale du Gondor.

« […] Dès que les grandes catapultes furent installées, elles commencèrent […] à lancer des projectiles à une hauteur surprenante, de sorte qu'ils passaient bien au-dessus des remparts pour tomber avec un bruit sourd à l'intérieur du premier cercle de la Cité ; et bon nombre d'entre eux, par quelque artifice secret, éclataient en flammes dans leur chute. »

Malgré tout, les hommes du Gondor tenaient bon. Cependant, les hordes du Mordor firent avancer une terrible arme : un monstrueux bélier, appelé Grond, en souvenir du Marteau des Enfers, la terrible arme de Morgoth. Marqué de runes de ruine, Grond avait une tête taillée en celle d'un loup dévorant. En trois coups seulement, il défonça la Grande Porte de Minas Tirith, réputée invulnérable, livrant ainsi le Premier Cercle de la cité aux assaillants.

« […] Par trois fois, le grand bélier retentit. Et soudain, au dernier coup, la Porte de Gondor se rompit. […] elle éclata […] et les battants tombèrent en fragments sur le sol. […]. »

Le Roi-Sorcier d'Angmar entra à cheval, mais Gandalf monté sur Gripoil, lui barra la route.

« Le Seigneur des Nazgûl passa ainsi sous la voûte que nul ennemi n'avait jamais franchie, et tous fuirent devant sa face. Tous sauf un. Attendant là, […] se tenait Gandalf. »

Alors que l'affrontement semblait imminent, un cor retentit, signalant l'arrivée du Rohan.

### Déroulement de la bataille
La bataille des Champs du Pelennor prend place après le siège de Minas Tirith, cité du Gondor, par les forces de Sauron. À l'aube du 15 mars 3019, alors que le bélier Broyeur vient d'enfoncer la Porte du Premier Cercle de la cité, la prise de la ville est compromise par l'arrivée d'alliés du Gondor, les Rohirrim commandés par le roi Théoden.
Guidés par les Drúedain de la forêt de Drúadan, l'armée du Rohan arrive du Nord par un accès non surveillé, attaquant par surprise les forces de Sauron. La désorganisation qui s'ensuit oblige le Roi-Sorcier, qui menait l'assaut contre la cité en première ligne, à quitter la Porte pour parer cette nouvelle menace.
Dans un premier temps les compagnies du Rohan chargent les forces ennemies massées devant Minas Tirith, dévastant les camps construits par les Orques et les engins de siège.
Théoden fait ensuite volte-face pour affronter la cavalerie suderonne ou Haradrim, dont il abat personnellement le chef et le porte-étendard. Mais le cheval du Roi, abattu d'une flèche, chute et s'effondre sur lui, le mettant à la merci du Roi-Sorcier, désormais monté sur une créature ailée.

« Mais Nivacrin, fou de terreur, se dressa de tout son haut, luttant contre l'air, puis, avec un grand cri, il s'effondra sur le côté : un trait noir l'avait transpercé. Le roi tomba sous lui. »

La nièce de Théoden, Éowyn, déguisée en soldat Rohirrim, se dresse entre le corps brisé de son oncle et le seigneur des Nazgûl. Avec l'aide inattendue du Hobbit Merry Brandebouc, porteur d'une lame de l'Ouistrenesse conçue pour blesser le Roi-Sorcier, elle parvient à détruire le chef des Esprits Servants de l'Anneau qui se croit invincible, en raison d'une prophétie disant qu'aucun homme vivant ne peut le tuer. Mais Éowyn, une femme, y parvient. Le coup porté à l'encontre du plus terrible des serviteurs du Mordor fait cependant sombrer Eowyn et Merry dans une léthargie surnaturelle tandis que Théoden expire.
Avec la mort de Théoden, son neveu le Maréchal Éomer, devient roi et assume le commandement. En découvrant la présence de sa sœur Éowyn sur le champ de bataille et la croyant morte, il devient fou de douleur et lance ses forces sans discernement :

« [Éomer] pensait à […] combattre là à pied jusqu'au dernier homme et accomplir dans les Champs du Pelennor des exploits dignes d'être chantés […] »

Le combat commence à tourner en la défaveur du Rohan avec l'arrivée des Mumâkil de Harad, portant des tours de guerre remplies de Haradrim. Les forces de Sauron se rallient au pied des Mumakil, brisant l'assaut d'Éomer. Afin de le secourir, le prince Imrahil charge avec les compagnies à cheval de la Cité les bandes d'Orques qui s'étaient rassemblées près de la Porte éventrée, suivi par les fantassins du Gondor.
Mais l'arrivée de renforts de l'armée de Sauron composés d'Orques, de Semi-Trolls et d'hommes (Haradrim, Variags de Khand et Orientaux) en provenance d'Osgiliath rend l'issue de la bataille incertaine. Ces troupes, gardées en réserve, étaient initialement destinées au pillage de Minas Tirith.
Sur le fleuve Anduin, la flotte des Pirates d'Umbar arrive, redonnant un temps courage aux troupes du Mordor. Mais il s'avère que la bannière des Rois du Gondor flotte aux mâts des navires et que les navires transportent en réalité les troupes d'Aragorn, prétendant au trône de Gondor.
Les forces de Sauron sont prises en tenaille entre les Rohirrim et les forces d'Aragorn. Malgré une résistance acharnée, notamment des Orientaux et des Haradrim qui se battent jusqu'à la mort, le Pelennor est libéré au crépuscule.

### Forces en présence

#### Armée du Gondor
Bien que l'effectif de la garnison de Minas Tirith ne soit pas précisé par Tolkien, le texte mentionne qu'elle compte plusieurs compagnies à pied et à cheval, dont une compagnie de rangers et au moins trois compagnies de Gardes de la Tour.
La garnison est renforcée par environ 3 000 guerriers venus des fiefs du royaume et de son unique principauté, Dol Amroth. Le détail de la composition de ces renforts est le suivant :
Lamedon, « quelques farouches montagnards sans capitaine » ;
Ethir Anduin, environ 100 pêcheurs (« Fisher-folk ») ;
Anfalas (Golasgil), « une longue colonne d'hommes […] sommairement équipés » ;
Lossarnach (Forlong le Gros), 200 fantassins ;
Val de Ringló (Dervorin), 300 fantassins ;
de la haute vallée du Morthond (Duinhir), 500 archers ;
Pinnath Gelin (Hirluin le Beau), 300 fantassins ;
Dol Amroth (Prince Imrahil), 700 fantassins et « une compagnie de chevaliers ».
En plus d'être commandées par leurs capitaines, ces forces sont sous le commandement de l'intendant Denethor. Toutefois, c'est Gandalf qui prendra le commandement effectif quand Denethor aura sombré dans le désespoir et la folie.

#### Armée desRohirrim
Elle est composée de 6 000 cavaliers du Rohan. C'est le Roi Théoden qui la mène, assisté de trois Maréchaux : Elfhelm, Grimbold et Éomer. À la mort de Théoden, Éomer lui succède comme commandant et souverain.

#### La Compagnie Grise
La Compagnie se compose d'Aragorn, de Legolas, de Gimli, des deux fils d'Elrond, Elladan et Elrohir, et de 30 Dúnedain, parmi lesquels un ami et parent d'Aragorn, Halbarad. Ils sont rejoints par des hommes rassemblés en cours de route : des équipages réduits en esclavage des navires d'Umbar, des hommes de l'Ethir et du Lebennin (environ 2500 hommes).

#### Armée duMordor
Elle est composée d'une multitude de serviteurs de Sauron, Orques et Trolls.
Les alliés de Sauron participent également à la bataille : on compte ainsi une force de Suderons ou Haradrim, comptant de la cavalerie ainsi que des Mûmakil. Les Haradrim sont trois fois supérieurs en nombre aux Rohirrim, soit environ 18 000 hommes. Une force d'Orientaux, de Variags de Khand et de Semi-Trolls d'Extrême-Harad venus en renfort est aussi mentionnée mais leur effectif n'est pas précisé. Un certain nombre d'hommes, fantassins et cavaliers, venant de Minas Morgul et étant sous le commandement du Roi-Sorcier, est aussi présente, mais leur nombre n'est pas précisé.
Le Roi-Sorcier d'Angmar mène l'assaut, secondé par les Nazgûl et par le lieutenant de Morgul, Gothmog.

## Critique et analyse
Wayne G. Hammond et Christina Scull comparent le siège de Minas Tirith avec celui de Constantinople en 1453 et celui de Vienne en 1683. Pour Tom Shippey, la bataille des Champs du Pelennor s'inspire du récit de la bataille des champs Catalauniques fait par Jordanès.

## Adaptations

### Illustrations
La bataille des champs du Pelennor a été illustrée par John Howe, Alan Lee ou encore Ted Nasmith.

### Téléfilm d'animation
Dans l'adaptation télévisuelle de 1980 réalisée par Jules Bass et Arthur Rankin Jr, on constate de nombreuses différences avec l'œuvre originale ; la principale réside dans le fait que les Orques s'enfuient sans combattre à l'arrivée d'Aragorn, écourtant ainsi la bataille.
D'autres différences existent : Imrahil n'apparait pas, Gandalf prend part à la bataille, Merry et Pippin se rencontrent pendant celle-ci (et non après), Théoden meurt en tombant de cheval après avoir subi l'influence d'une ombre maléfique (et non du fait de l'arrivée du Roi-sorcier monté sur son ombre ailée), les Mûmakil ressemblent à de gigantesques mammouths ; à l'exception du Roi-sorcier qui chevauche un dragon, les Nazgûl montent des chevaux ailés.

### Film de Peter Jackson
L'adaptation cinématographique de cette bataille dans Le Retour du roi (2003) de Peter Jackson diffère du livre sur plusieurs points. Voici quelques différences parmi les plus notables.
Le déroulement de la bataille diffère considérablement du livre :
Minas Tirith n'a pas été évacuée et sa population subit le siège (dans le livre, les non-combattants ont en majorité été envoyés au sud et il ne reste dans la cité que les hommes utiles à sa défense). Les défenseurs de la Cité disposent de nombreux trébuchets et les utilisent. Les tours de siège orques atteignent le mur d'enceinte et donnent lieu à des combats au corps à corps. Lorsque la Porte de la Cité s'écroule, les premiers serviteurs de Sauron à pénétrer dans la cité sont des Trolls (dans le livre, seul le Roi-Sorcier passait cette porte). Le premier cercle de la Cité tombe aux mains des forces du Mordor. De plus les armées de Minas Tirith à pied et les compagnies montées de Dol Amroth ne sortent pas aider les Rohirims. Enfin, le rôle de l'armée des Morts a été modifié : alors que dans le livre, les Morts permettent à la Compagnie Grise de libérer Pelargir, ils constituent dans le film l'armée d'Aragorn et permettent de libérer Minas Tirith.
Le champ de bataille est visuellement épuré : les champs du Pelennor sont dans le film une plaine vide ; dans le roman, il s'agissait de champs cultivés avec des fermes. On ne voit pas non plus trace du camp établi par l'armée de Sauron pour mener le siège, et le Rammas Echor est absent dans la version courte. 
La composition des deux camps a été considérablement simplifiée. Du côté du Gondor, les forces de Dol Amroth, la Compagnie Grise et les renforts glanés par Aragorn ne figurent pas dans le film. Du côté du Mordor, la cavalerie Haradrim, les Variags de Khand et les Semi-Trolls n'apparaissent pas à l'écran.
Des personnages importants de la bataille (comme Imrahil, Halbarad ou les fils d'Elrond) sont absents du film. À l'inverse, le film développe le personnage de Gothmog, cité dans le livre mais n'y faisant aucune apparition. Autre changement notable, le rôle d'Éomer est réduit dans le film : son discours, prononcé alors qu'il croit Éowyn morte, est supprimé, bien qu'une partie soit réutilisée dans le film (attribuée à Théoden, dans le discours qu'il tient avant le déclenchement de la charge des Rohirrim).
Deux scènes de la version longue du film affectent également les personnages : premièrement, Gandalf a le dessous dans la confrontation avec le Roi-Sorcier, contrairement à ce qui se produit dans le roman. Deuxièmement, Éowyn combat Gothmog avant qu'Aragorn et Gimli ne tuent ce dernier (dans le roman le sort de Gothmog est inconnu).